# Kutxlug
Kutxlug (pot aparèixer també com a Kutchlug o Kuchlug) fou el darrer kan dels kara khitai (de facto 1211-1213, de iure 1213-1218)
Era fill de Tayang, el kan dels naiman. Genguis Khan va derrotar el seu pare que dominava la Mongòlia occidental i era el cap d'una aliança de diverses forces oposades al gran kan, com el cap de la tribu djadjirat Djamuqa, el cap dels markit Toqto'a-baqi, el cap dels oirat Qutuqa-baqi, i elements de les tribus dorben, qataqin, tàtar, saldji'ut, i un dels clans del kerait. Potser fou a la tardor del 1204 quan els dos exèrcits es van trobar, segons Abul Ghazi prop d'un riu de l'Altai de nom Altai-su. Tayang es volia retirar a l'altre costat de l'Altai per esgotar a l'exèrcit mongol per grans marxes i llavors agafar-la per sorpresa en algun congost, però acusat de covardia pel seu lloctinent Qorisu-batchi, Tayang va ordenar l'atac; en arribar la nit els mongols eren els guanyadors. Tayang, ferit, estava a la vora de la mort, i els principals caps van anar al combat per anar a morir, i tots van caure en combat.
Kutxlug va poder fugir amb un grup nombrós cap al Irtix, però el gros del poble naiman es va sotmetre a [Genguis Khan]. El cap dels markit, Toqto'a-baki, va fugir junt amb Kutxlug. El Yuanshi assegura que Kutxlug i el príncep naiman Buyurug (germà de Tayang) van dirigir la resistència, i que Toqto'a-baki dels markit, i Djamuqa dels djadjirat hi participaven en la zona de l'alt Irtix a la vora del llac Zaissan i les muntanyes Ulug tagh (és a dir a la zona muntanyosa entre l'Altai siberià, el Tarbagatai i les muntanyes Tchingiz), però que tots quatre van morir un darrere l'altra: Buyurug fou sorprès mentre casava a les muntanyes Ulug Tagh; el 1208 Genguis Khan va anar en persona a la zona de l'Irtix i pel camí se li va sotmetre el cap oirat Qutuqa-baki, que es va unir a Genguis i li va fer de guia i Kutxlug i Toqto'a foren atacats a la vora de l'Irtix i derrotats; el segon va morir en la lluita i el primer va aconseguir fugir a territori kara khitai; Djamuqa, que portava una vida de cap de proscrits esdevinguts bandits, fou entregat pels seus propis homes.
Kutxlug va arribar al territori kara kithai. L'acompanyaven fidels naiman i alguns markit però aquestos es van anar a instal·lar a Uigúria; en canvi Kutxlug fou acollit al país kara khitai pel kan Tche lu-ku, a la seva capital Balasagun, i li va donar la mà de la seva filla (1208).
Aviat va planejar usurpar el tron del seu sogre i es va aliar a un dels vassalls d'aquest, el xa de Coràsmia Muhàmmad de Coràsmia; l'objectiu era enderrocar al sobirà i repartir-se els territoris kara khitai; el 1210 el xa de Coràsmia es va revoltar i va atacar territori dels kara khitai; aquestos van contraatacar i van ocupar el kanat karakhànida de Samarcanda, vassall de Coràsmia, però mentre Kutxlug es va revoltar a la zona de l'Ili, va entrar a Uzkend on el gur khan tenia el seu tresor i es va dirigir contra Balasagun; el gur khan el va anar a combatre i el va derrotar prop de Balasagun, però al mateix temps el seu general Tayanqu era derrotat pel xa de Coràsmia prop de Talas, i fet presoner. L'exèrcit kara khitai es va replegar cap a Balasagun però els habitants, turcs d'origen, els van tancar les portes; els soldats kara khitai van conquerir la ciutat a l'assalt i la van saquejar. Però en el mig d'aquesta anarquia, Tche-lu-ku va ser fet presoner per Kutxlug (1211); el va tractar amb deferència i fins a la seva mort el 1213 el va considerar el nominal sobirà, però Kutxlug va assolir personalment les regnes del poder efectiu.
Entre 1211 i 1213 es va enfrontar amb Muhàmmad de Coràsmia per la delimitació de les fronteres entre ambdós; Coràsmia va governar per un temps al nord de la línia del Sir Darya cap a Otrar, Chah (Tashkend), i Sairam (Ishidjab), però finalment es va retirar al sud del riu que va esdevenir la frontera entre els dos imperis.
Del 1211 al 1218 Kutxlug va governar l'imperi kara kithai. A la Kashgària els reietons turcs musulmans de la família dels karakhànides, eren els seus vassalls. Quan governava, el gur khan Teche-lu-ku havia empresonat al fill del kan karakhànida de Kaixgar, Arslan khan Abul Modzaffer Yusuf; a la seva mort el 1205 el seu fill Arslan khan Abul Fath Muhammad l'havia de succeir, però estava presoner; el 1211 Kutxlug el va alliberar i el va enviar com el seu representant (governador) als territoris karakhànides de Kaixgar, però els emirs de la zona van refusar acceptar-lo i el van matar (1211 o 1212). Kutxlug va fer assolar llavors la Kashgària durant tres o dos anys (1211 o 1212 a 1213 o 1214), fins que la fam provocada per les lluites va obligar els emirs a reconèixer l'autoritat de Kutxlug. Va seguir una persecució religiosa. Kutxlug era probablement nestorià (com els naiman) i la seva dona, filla del gur khan, era budista, i ambdós volien fer renunciar als musulmans de Kaixgar i Khotan de la seva fe, i els van deixar escollir entre budisme i cristianisme; quan l'imam principal de Khotan va protestar, fou crucificat a la porta de la seva madrassa. Aquestes persecucions van abocar a la Kashgària a simpatitzar amb els mongols.
En una data desconeguda el rei d'Amaligh, Buzar, que s'havia declarat vassall de Genguis Khan, fou sorprès per gent de Kutxlug mentre casava i va ser assassinat. Quan Kutxlug va atacar la ciutat d'Amaligh, la vídua, Salbak-Turkan, la va defensar i el gur khan no la va poder ocupar. El fill del difunt Suqnaqtegin, va conservar el tron i va esdevenir un enemic de Kutxlug i un fidel aliat de Genguis Khan.
El 1218 Genguis va decidir enviar contra Kutxlug al general Djebé (Fletxa), amb 20000 homes. En principi fou enviat per protegir Amaligh però quan hi va arribar ja Kutxlug s'havia retirat cap a la Kashgària. Balasagun i totes les ciutats de l'actual regió de Semirechie, van obrir les portes al general mongol. Djebé es va dirigir a Kashgària on la població musulmana el va acollir com a alliberador. Djebé va impedir el pillatge amb amenaces de càstigs severs i fou saludat com una benedicció. Kutxlug va fugir cap al Pamir però fou atrapat i mort a la vora del riu Sariq-qol.